# Kapliczki i krzyże w Łąkcie Dolnej
Kapliczki i krzyże w miejscowości Łąkta Dolna w województwie małopolskim, w powiecie bocheńskim, w gminie Trzciana.
Kapliczki, krzyże i figurki (zwane też świątkami) są częstym elementem krajobrazu w Polsce. Stawiano je przy drogach, często na skrzyżowaniach dróg, w miejscach objawień religijnych lub ważnych dla społeczności lokalnej wydarzeń, w miejscach po zniszczonych świątyniach, także by uczcić jakieś ważne wydarzenie, czy potwierdzić swoje religijne zaangażowanie. W Łąkcie Dolnej są 3.
1. Kapliczka na słupku – przy drodze z Kierlikówki do Łąkty Górnej (zobacz na mapie Gogle)
2. Kapliczka domkowa – u Burdelskiego, przy drodze z Trzciany do Łąkty Górnej (zobacz na mapie Gogle)
3. Kamienny krzyż z figurką Matki Bożej – przy drodze z Trzciany do Łąkty Górnej (zobacz na mapie Gogle)

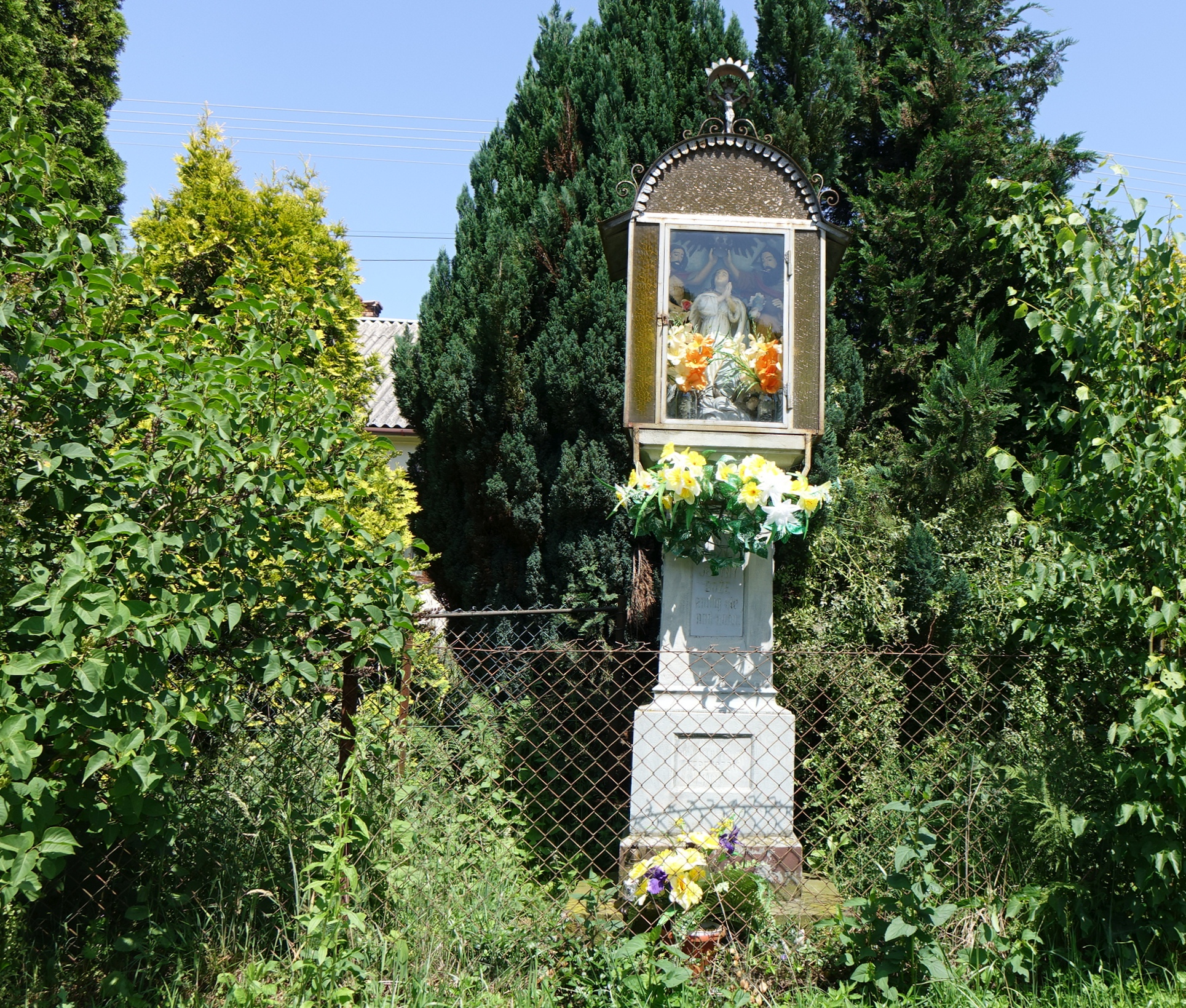
1
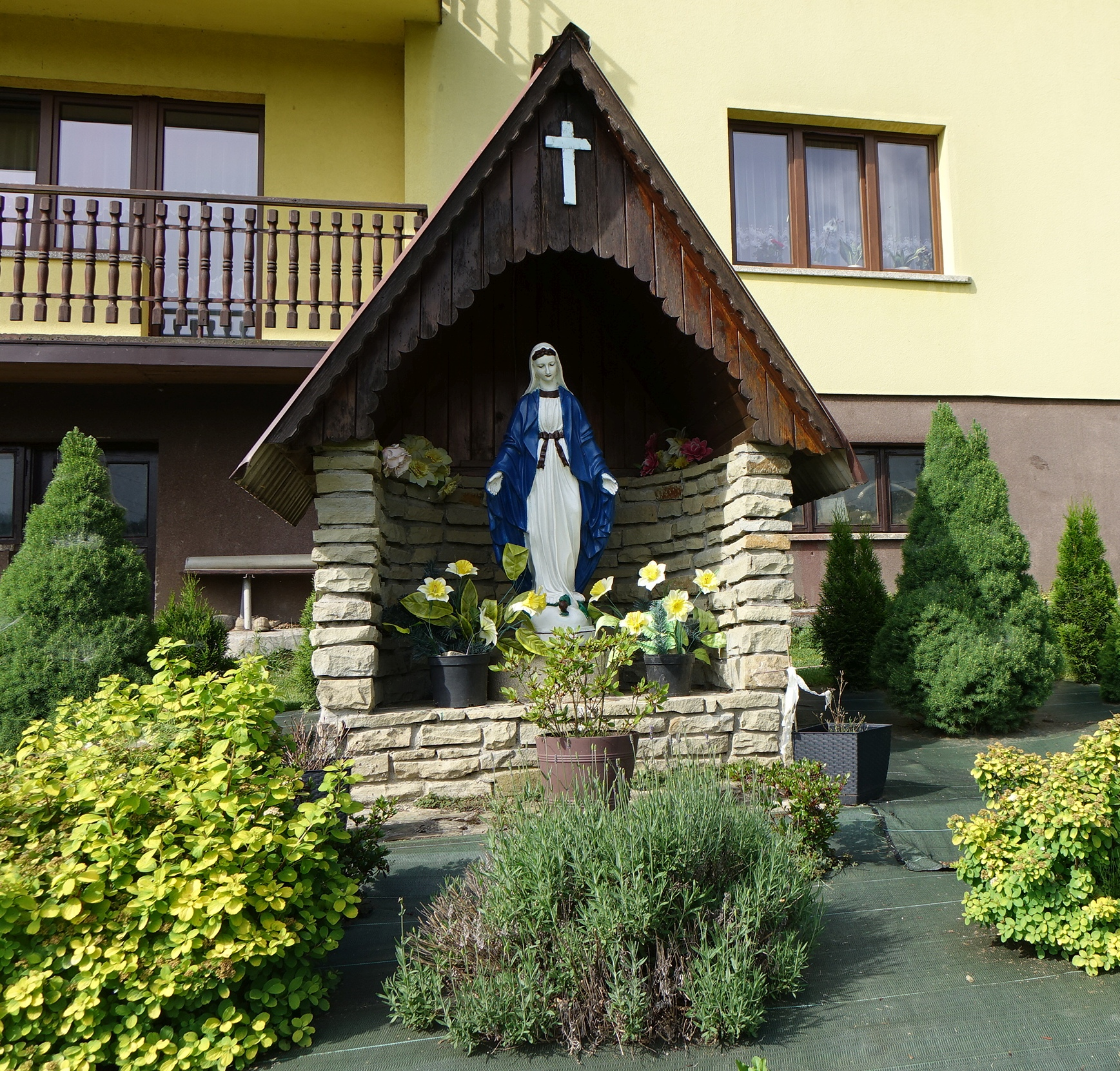
2
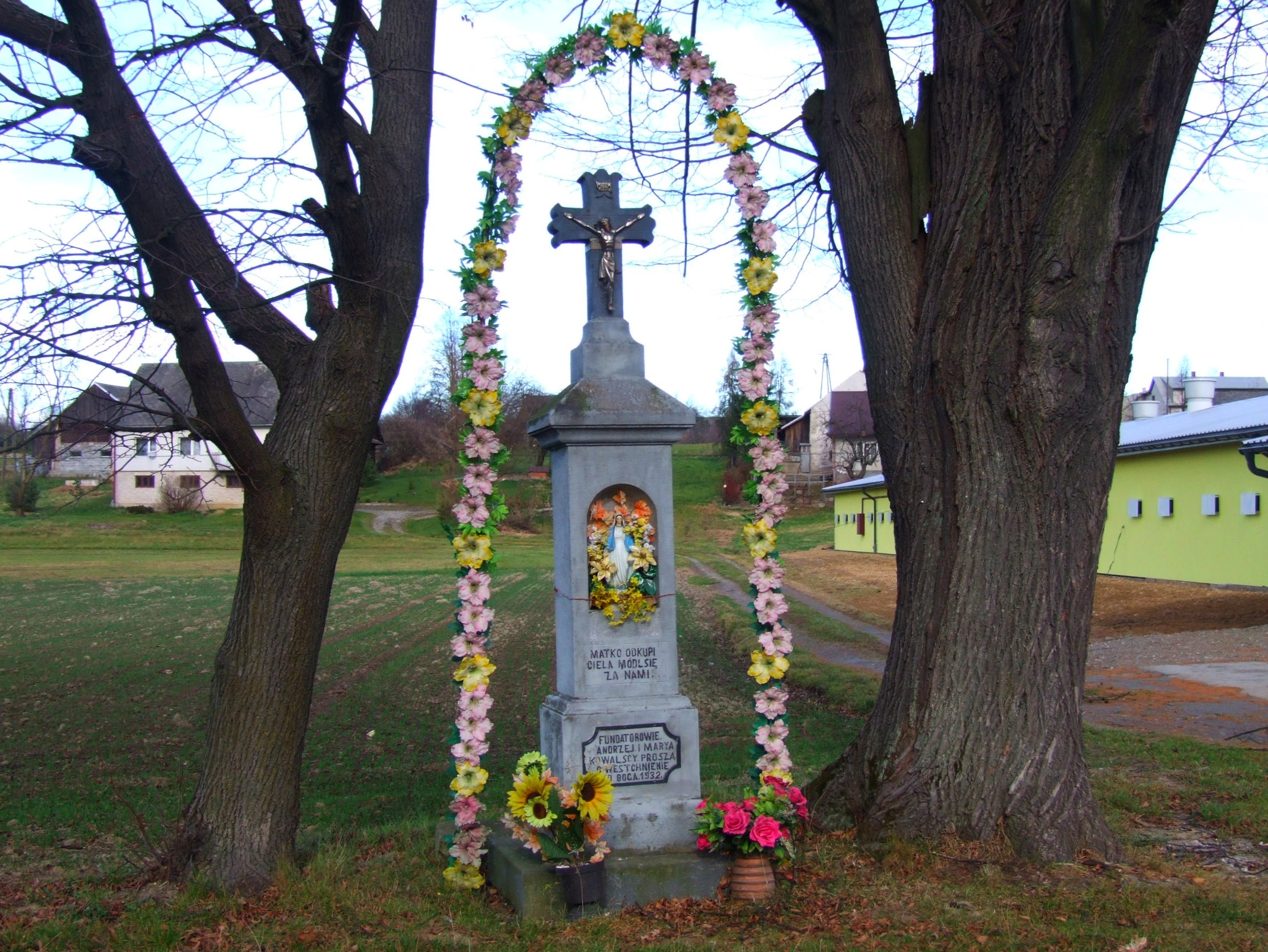
3